# CAGE FORCE (2010年6月)
CAGE FORCE（ケージ・フォース）は、日本の総合格闘技団体「CAGE FORCE」の大会の一つ。2010年6月19日、東京都江東区有明のディファ有明で開催された。

## 大会概要
メインイベントでは井上克也が永田克彦と対戦し、判定勝ちを収めた。

## 試合結果
第1試合 バンタム級 3分3R
○  寺嶋孝祐 vs.  将太 ×
1R 2:35 三角絞め
第2試合 フェザー級 3分3R
○  久高正仁 vs.  亮AKB ×
3R終了 判定3-0
第3試合 ライト級 3分3R
○  宮崎直人 vs.  橋本朝人 ×
3R終了 判定2-0
第4試合 フェザー級 3分3R
○  RUNKI vs.  西野聡 ×
3R 2:58 TKO（レフェリーストップ：パウンド）
第5試合 ライト級 5分3R
○  安藤晃司 vs.  長岡弘樹 ×
3R終了 判定3-0
第6試合 ライト級 5分3R
○  井上克也 vs.  永田克彦 ×
3R終了 判定3-0